# Ryo Niizato
Ryo Niizato (新里 涼 Niizato Ryo?), född 3 september 1995 i Tokyo prefektur, är en japansk fotbollsspelare.
Niizato började sin karriär 2018 i V-Varen Nagasaki.